# Grolla d'oro al miglior attore esordiente

Paolo Graziosi è stato il primo vincitore del premio.

La Grolla d'oro al miglior attore esordiente è stato un premio cinematografico assegnato annualmente nell'ambito delle Grolla d'oro, a partire dall'edizione del 1968 fino a quella del 1994, venendo poi sostituita nelle ultime edizioni dalla Grolla d'oro al miglior interprete rivelazione senza distinzione di sesso.

## Albo d'oro

### Anni 1960-1969
- 1968: - Paolo Graziosi - La Cina è vicina
- 1969: - Adriano Celentano - Serafino

### Anni 1970-1979
- 1970: - Massimo Ranieri - Metello
- 1971: - Lino Toffolo - Un'anguilla da 300 milioni
- 1972: - Paolo Villaggio - Senza famiglia, nullatenenti cercano affetto
- 1973: - Gigi Proietti - La Tosca
- 1974: - Renato Pozzetto - Per amare Ofelia
- 1975: - Michele Placido - Romanzo popolare
- 1976: - Paolo Bonacelli - La banca di Monate
- 1977: - Gerardo Amato - Una vita venduta
- 1978: - Carlo Bagno - In nome del Papa Re
- 1979: - Vittorio Mezzogiorno - Il giocattolo

### Anni 1980-1989
- 1980: Carlo Verdone - Un sacco bello (ex aequo) Maurizio Nichetti - Ratataplan
- 1981: Massimo Troisi - Ricomincio da tre
- 1982: Alessandro Benvenuti - Ad ovest di Paperino
- 1983: Francesco Nuti - Io, Chiara e lo scuro
- 1984 - non assegnato
- 1985 - non assegnato
- 1986 - non assegnato
- 1987 - non assegnato
- 1988 - non assegnato
- 1989 - non assegnato

### Anni 1990-1999
- 1990: Giuseppe Cederna - Italia-Germania 4-3
- 1991: Gian Marco Tognazzi - Crack
- 1992: Roberto De Francesco - Nessuno
- 1993: Gaetano Carotenuto - Dove siete? Io sono qui